# Jindai-ji

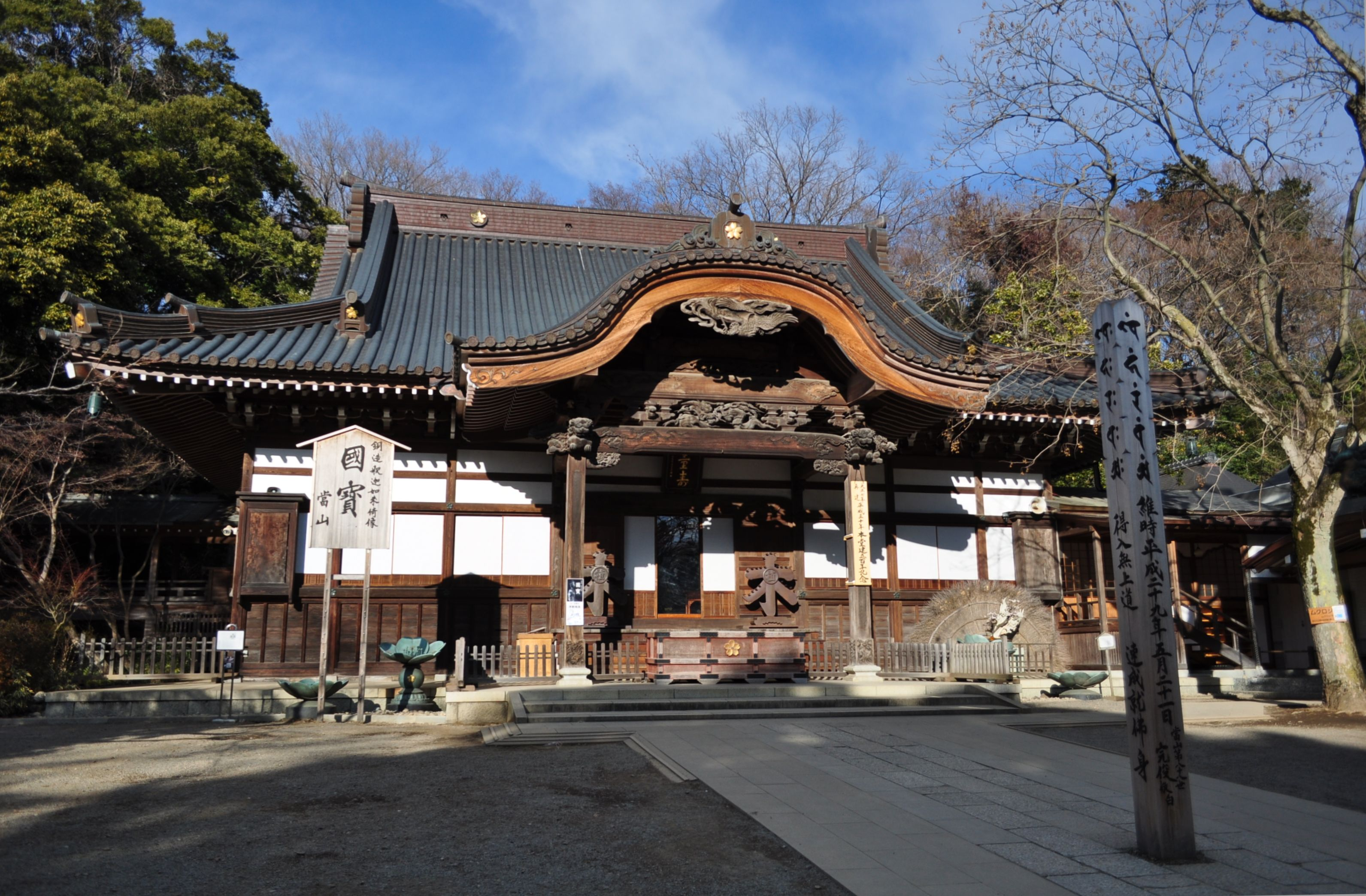
Haupthalle

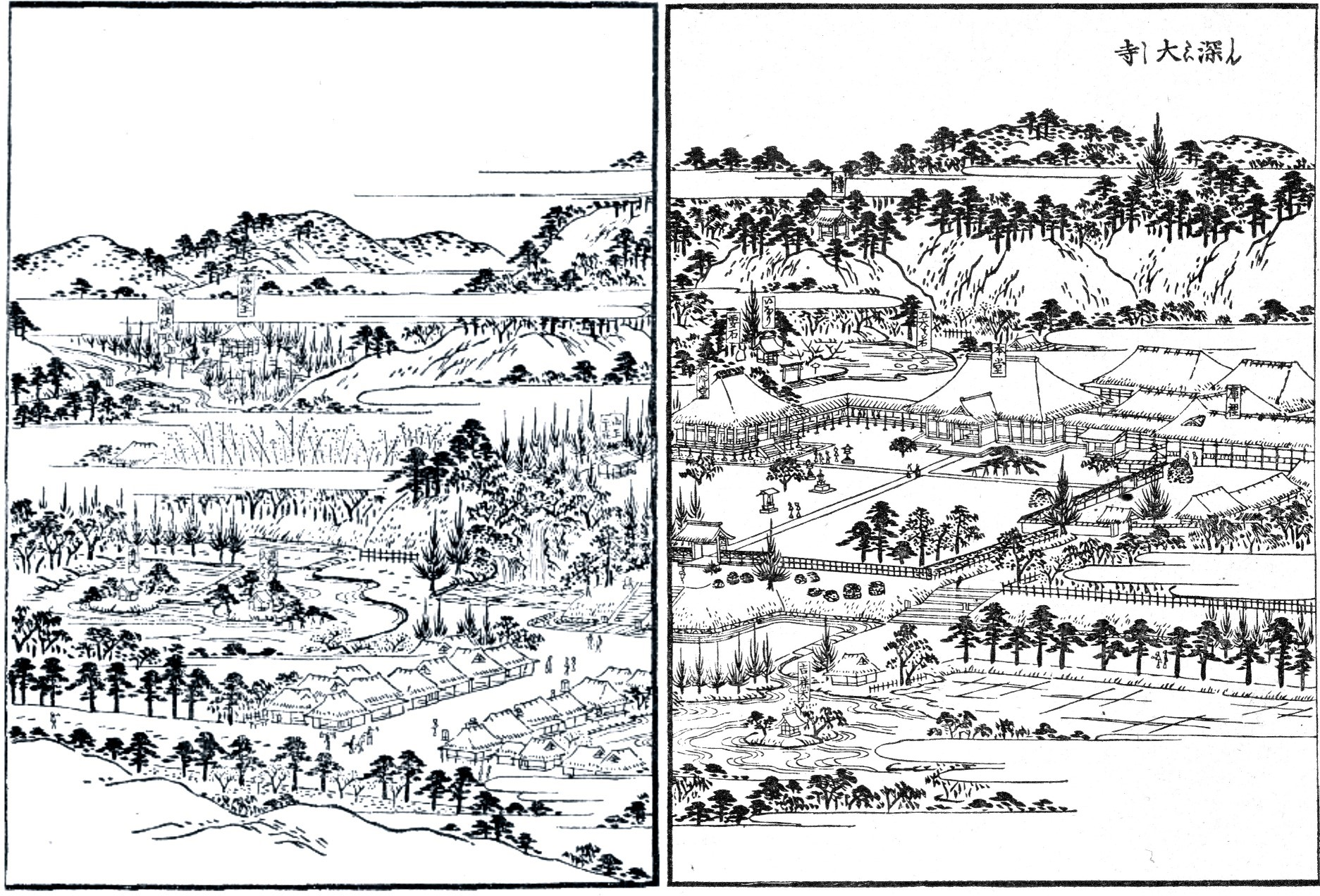
Alte Ansicht in Edo meisho zue, Band 3

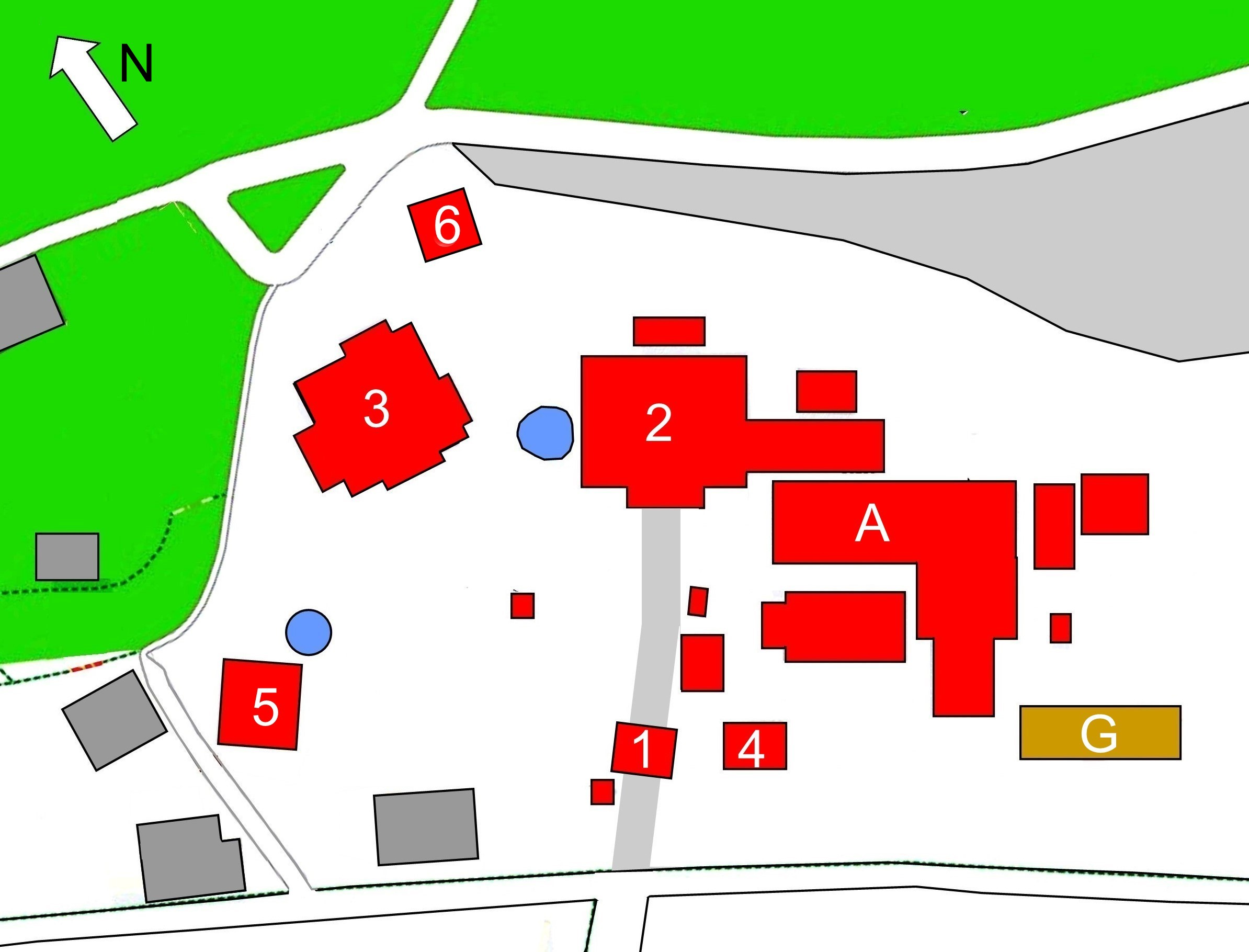
Zentraler Tempelbereich (s. Text)

Der Jindai-ji (japanisch 深大寺) mit den Go Fugakuzan (浮嶽山) und Shōrakuin (昌樂院) ist ein alter Tempel, der zur Tendai-Richtung des Buddhismus gehört. Er befindet sich in Chōfu in der Präfektur Tokio.

## Geschichte
Die Gründung des Jindai-ji reicht weit in die Vergangenheit zurück. Der Name des Tempels weist im Rahmen des esoterischen Buddhismus (密教 Mikkyō) auf den Heiligen des Wassers Jinja Daiō (深沙大王). Der Tempel-Überlieferung nach soll in der Gegend die Tochter des Sato Osaukon (郷長右近) sich in einen Mann namens Fukuman (福満) verliebt haben. Die Mutter war gegen eine Heirat, Fukman betete zu Jinja Daiō, und die Mutter gab schließlich nach. Zum Dank soll die Tochter im Jahr Tempyō 5 (733) den Tempel gegründet haben, um dort Jinja Daiō zu verehren. In der Jōgan-Ära (859–877) soll der Tempel sich der Tendai-Richtung des Buddhismus angeschlossen haben. Gegenwärtig ist die Hauptkultfigur der Amida-Buddha.

## Die Anlage
Die Anlage wird im Nordosten von einer Anhöhe halbkreisförmig begrenzt. Man steigt zum Tempel eine Treppe hoch und betritt ihn durch das Tempeltor (山門 Sammon; 1 auf dem Plan). Das ursprüngliche Tor ging bei einem Brand im Jahr 1695 verloren, es wurde wieder errichtet im sogenannten Yakui-Stil. Nach Passieren des Tores sieht man auf der rechten Seite die Tempelglocke (鐘楼 Shōrō, 4) und voraus die Haupthalle (本堂 Hondō; 2). Die Haupthalle ging bei einem Großbrand in der Mitte des 19. Jahrhunderts verloren und wurde erst in der ersten Hälfte des 20. Jahrhunderts wieder aufgebaut. 2003 wurde das Dach neu gedeckt, wobei man statt der Ziegel nun Kupferplatten in Ziegelform verwandte.
Links neben der Haupthalle, etwas zurückgesetzt, befindet sich die Gansandaishidō (元三大師堂; 3), die in der Edo-Zeit beliebt war, um um Glück im Leben zu bitten. Unter der Halle hat man im Jahr 1900 die Skulpturengruppe eines sitzenden Shaka Buddha mit zwei Begleitern aus Bronze mit Goldspuren (金銅釈迦如来椅像 Kongō Shaka Nyorai Izō) entdeckt, für die dann ein eigenes Gebäude, die Shakadō (釈迦堂; 5) gebaut wurde. Die Skulpturengruppe, die Drei Hakuhō-Buddhas (白鳳三仏 Hakuhō Sanbutsu), die zunächst als Wichtiges Kulturgut Japans registriert war, hat jetzt den Status eines Nationalschatzes erhalten.
Rechts von der Haupthalle befindet sich das Mönchsquartier mit der Abtresidenz (A) und das Gästehaus „Unterkunft für Spatzen“ (雀のお宿 Suzume no oyado; G). Im rückwärtigen, ansteigenden Teil des Tempelgeländes steht die kleine Kaisandō (開山堂; 6), die dem Tempelgründer gewidmet ist. Noch weiter darüber und weiter westlich ist der Friedhof angelegt.
Verlässt man den Tempel durch einen Nebenausgang neben der Shakadō, gelangt man etwas weiter oberhalb zur Halle des Jinja Daiō (深沙大王堂), in der dieser im Rahmen des esoterischen Buddhismus verehrt wird.

## Bilder

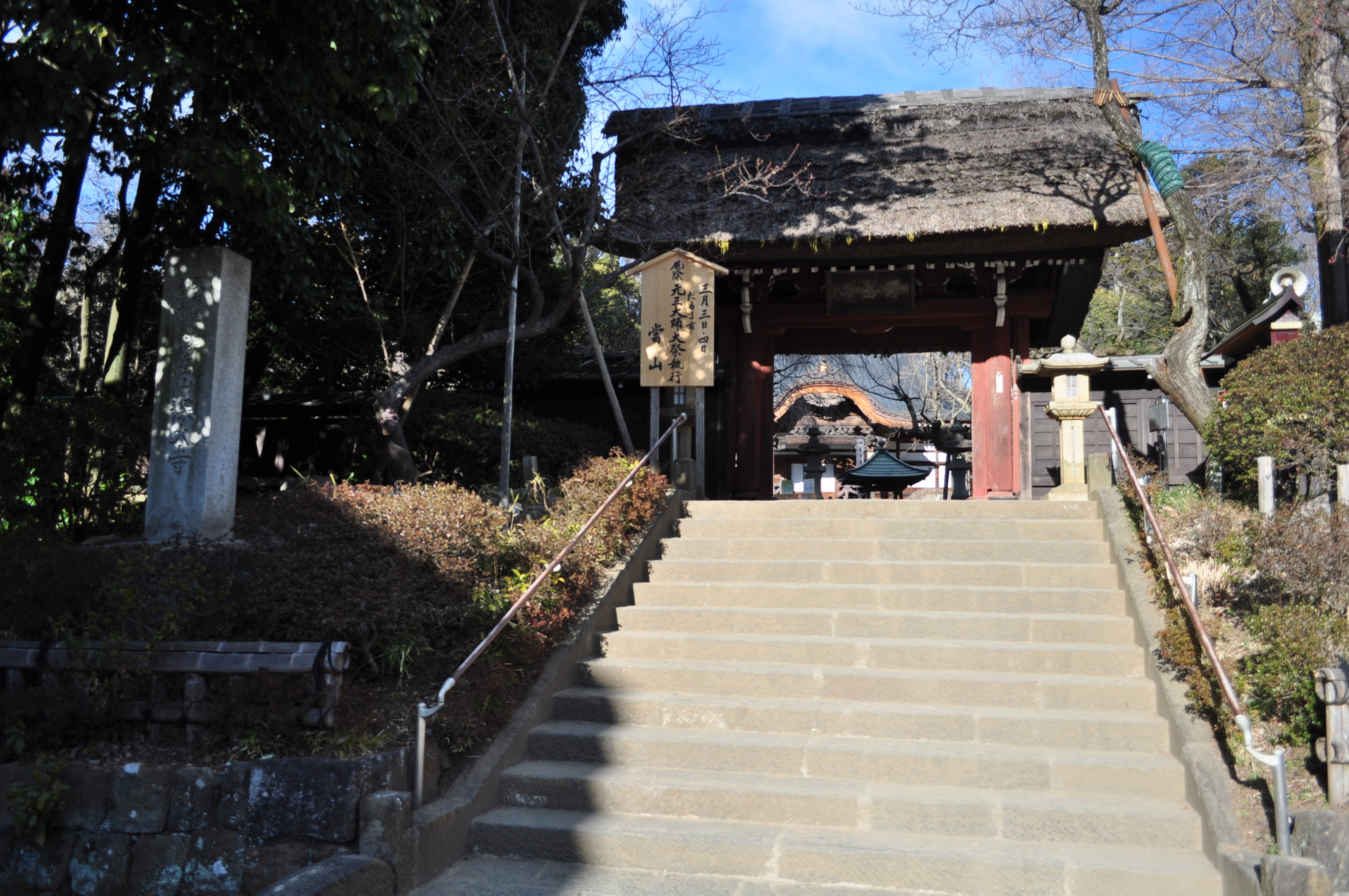
Tempeltor
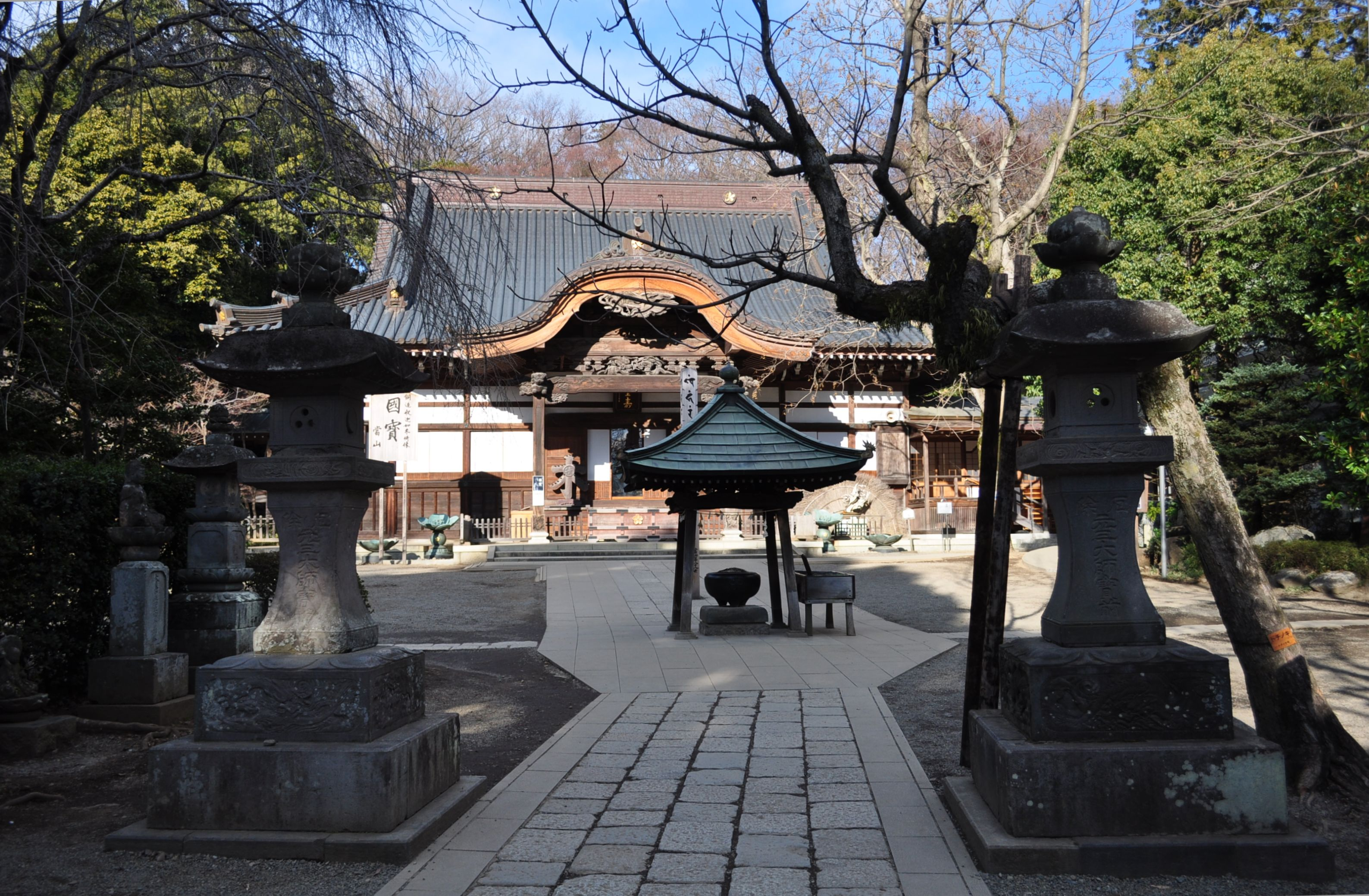
Haupthalle
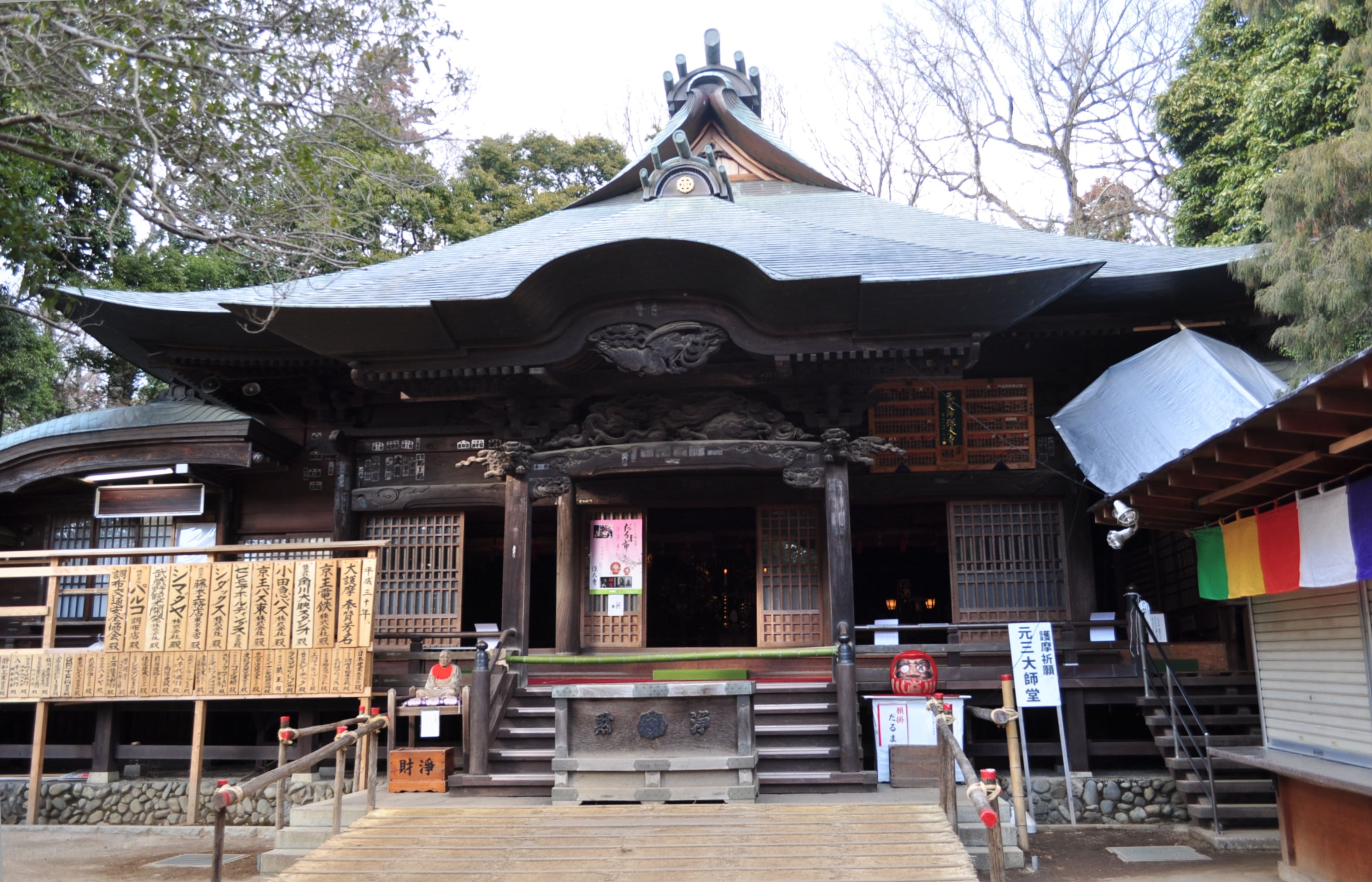
Gansandaishidō
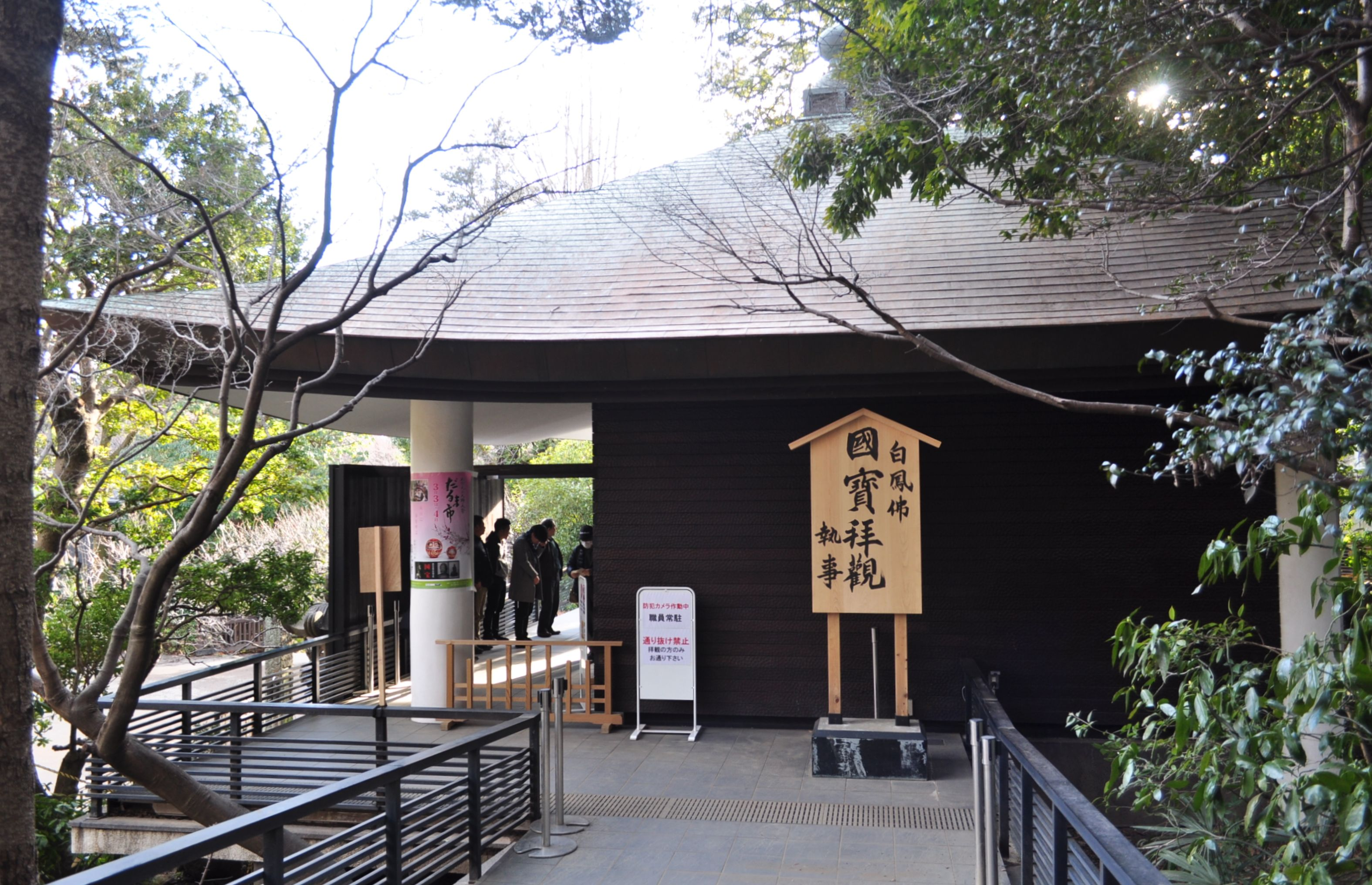
Shakadō